# Нонвейллер, Гвидо
Гвидо Нонвейллер (Guido Nonveiller; 5 июня 1913 года, Риека — 7 апреля 2002 года, Белград) — хорватский энтомолог, ветеран Второй Мировой войны, участник французского Движения Сопротивления, один из крупнейших в мире специалистов по осам-немкам, профессор Белградского университета; эксперт ООН.

## Биография
Родился 5 июня 1913 года (Риека, Хорватия). Его отец (Lino Nonveiller) был инженером-химиком и много путешествовал по Европе. Поэтому молодой Гвидо вместе с сестрой получал образование в разных местах (Риека, Вена, Сплит). В 1927 году он был представлен Питеру Новаку (Peter Novak), одному из первых хорватских энтомологов, который оказал сильное воздействие на дальнейшую судьбу мальчика, определив его страсть к исследованию насекомых.
В возрасте 16 лет (1929) он в горах Биоково нашёл первый свой новый для науки вид, который в тот же год был назван в его честь — Trechus nonveilleri энтомологом Giuseppe Miller из Триеста.
Ветеран Второй Мировой войны, участник Интернациональных бригад в Испанской гражданской войне в 1936-38-х годах и Французского сопротивления в 1940-х годах. В 1939 году был схвачен фашистским режимом Франко и посажен в тюрьму. В 1942 году ему вместе с группой сопротивленцев удалось бежать и продолжить борьбу. В 1944-45 гг служил в посольстве Югославии в Париже.
В 1945 год после войны он возвратился в Университет Белграда, где он преподавал с 1946 до 1960 года. Он основал и был директором в течение десяти лет Федерального института защиты растений Югославии (Federal Institute for Plant Protection of Yugoslavia). Он также руководил Службой защиты растений и федеральным министерством Югославии с 1947 до 1949 гг. С 1960 до 1962 он работал в Тунисе как чиновник Службы защиты растений, а с 1962 до 1985 работал как эксперт ФАО — Организации по вопросам продовольствия и сельского хозяйства ООН в Яунде, Камерун.
В 1989 году он был удостоен звания Командора Ордена Академических пальм Франции (Commander of the l’Ordre des Palmes Académiques), самого высокого уровня академической чести, предоставляемого французским правительством. С 1992 до 1996, когда ему уже было за 80 лет, он перебрался в Париж, чтобы работать в Музее естествознания; тогда же он издал более чем 20 статей по Чешуекрылым.
В 1996 году испанское правительство в знак признания его усилий по защите Республики объявило его Почетным гражданином Испании. В том же году, Жак Ширак, тогдашний Президент Франции, предоставил ему юридический статус ветерана («anciens combattants»).
В 2006 году Хорватское энтомологическое общество (Croatian Entomological society) назвало свою библиографическую базу данных Nonveilleriana в его честь.
Умер 7 апреля 2002 года в Белграде.

## Направления работ
Один из крупнейших в мире специалистов по систематике, биономии, зоогеографии и эволюции ос-немок (сем. Mutillidae).
Нонвейллер написал и издал на немецком, французском, английском, итальянском, испанском и сербо-хорватском языках более чем 130 статей. Им описано 35 новых рода и подрода и более чем 330 новых видов и подвидов осам-немкам (сем. Mutillidae). Он вместе с женой Надеждой собрал крупнейшую в мире коллекцию ос-немок, включающую более чем 120 000 экземпляров (главным образом из Африки).
Также Нонвейллер был специалистом по осам Bradynobaenidae (Hymenoptera), по некоторым группам жуков Балканского полуострова и окрестных регионов, крупным экспертом по прикладной энтомологии и историографии. Во время своего 13-летнего пребывания в Камеруне он также стал первым поборником интегрированных методов борьбы с вредителями.
В 1980-х годах, уже несмотря на свой преклонный возраст, Нонвейллер смог стать одним из пионеров применения компьютерной техники в энтомологии. Начинал он с первого своего компьютера марки Commodore 64 в 1983 году.

## Основные труды
- Nonveiller, G. (1973). Recherches sur les Mutillidés de l’Afrique (Hymenoptera, Mutillidae). I. Contribution à la connaissance du genre Trispilotilla Bischoff, 1920 // Annales de la Faculté des Sciences du Cameroun. — 1973. — Vol. 13. — P. 77–134.
- Nonveiller, G. (1978). Recherches sur les Mutillidés de l’Afrique (Hymenoptera, Mutillidae). VIII. Révision des genres Ctenotilla, Cephalotilla et Pseudocephalotilla sensu Bischoff // Memoires publies par l’Institut pour la Protection des Plantes. — Belgrad, 1978. — Vol. 13. — P. 1–184.
- Nonveiller, G. (1984). Catalogue commenté et illustré des insectes du Cameroun d’intérêt agricole. — University of Belgrade / Institut pour la protection des plantes.
- Nonveiller, G. (1990). Catalogue of the Mutillidae, Myrmosiciae and Bradynobaenidae of the Neotropical Region inclnding Mexico (Insecta: Hymenoptera) // Hymenopterorum Catalogus (nova editio) / In: van Achterberg C. editor. — Den Haag, the Netherlands: SPB Academic Publishing bv. —  1-150 p.
- Nonveiller, G. (1995). Recherches sur les mutillides de l’afrique (hymenoptera, mutillidae).
- Nonveiller G.(2001). Pioneers of the Research on the Insects of Dalmatia. — Croatian Natural History Museum (Zagreb).
- Nonveiller G.(2004). Memoirs of a 20th century citizen. — University of Belgrade.

- Таксоны, описанные Нонвейллером
  - Acanthomutilla Nonveiller, 1995
  - Allotropidia Nonveiller, 1996
  - Amblotropidia Nonveiller, 1995
  - Arcuatotilla Nonveiller, 1998
  - Arnoldtilla Nonveiller, 1996
  - Carinotilla Nonveiller, 1973
  - Chaetomutilla Nonveiller, 1979
  - Ctenoceraea Nonveiller, 1993
  - Curvitropidia Nonveiller, 1995
  - Somaliatilla Nonveiller, 1996
  - Strangulotilla Nonveiller 1978
  - и другие

## Таксоны, названные в честь Нонвейллера
- Myrmecophilus nonveilleri Ingrisch & Pavicévic, 2008 (род Myrmecophilus)
- Nonveilleridia (осы-немки)
- Trechus nonveilleri Muller, 1930 (жужелицы рода Trechus)[6]